# Ретньова
Ретньо́ва (рос. Ретнёва) — присілок у складі Ірбітського міського округу Свердловської області.
Населення — 448 осіб (2010, 496 у 2002).
Національний склад населення станом на 2002 рік: росіяни — 97 %.